# Heteropodarke heteromorpha
Heteropodarke heteromorpha är en ringmaskart som beskrevs av Hartmann-Schröder 1962. Heteropodarke heteromorpha ingår i släktet Heteropodarke och familjen Hesionidae.
Artens utbredningsområde är Mexikanska golfen. Utöver nominatformen finns också underarten H. h. africana.